# Palazzo Gatto (Napoli)
Palazzo Gatto è un palazzo storico di Napoli, ubicato in via Salvator Rosa.
L'edificio venne costruito nel XVII secolo, ma rifatto completamente nel secolo successivo, forse dopo il terremoto del 1732.
Il palazzo presenta una facciata slanciata di quattro piani. Il portale, in piperno, si eleva entro il piano terra; esso si presenta in linee semplici e leggermente modanate con chiave di volta cuspidata. Le finestre, tre per piano, hanno una decorazione tipicamente tardobarocca e si alternano con timpani semicircolari e cuspidati.
Sulla parete di fondo del cortile si erge una bella scala aperta a tre arcate di puro stampo settecentesco.